# Biografielijst Bl

## Bla

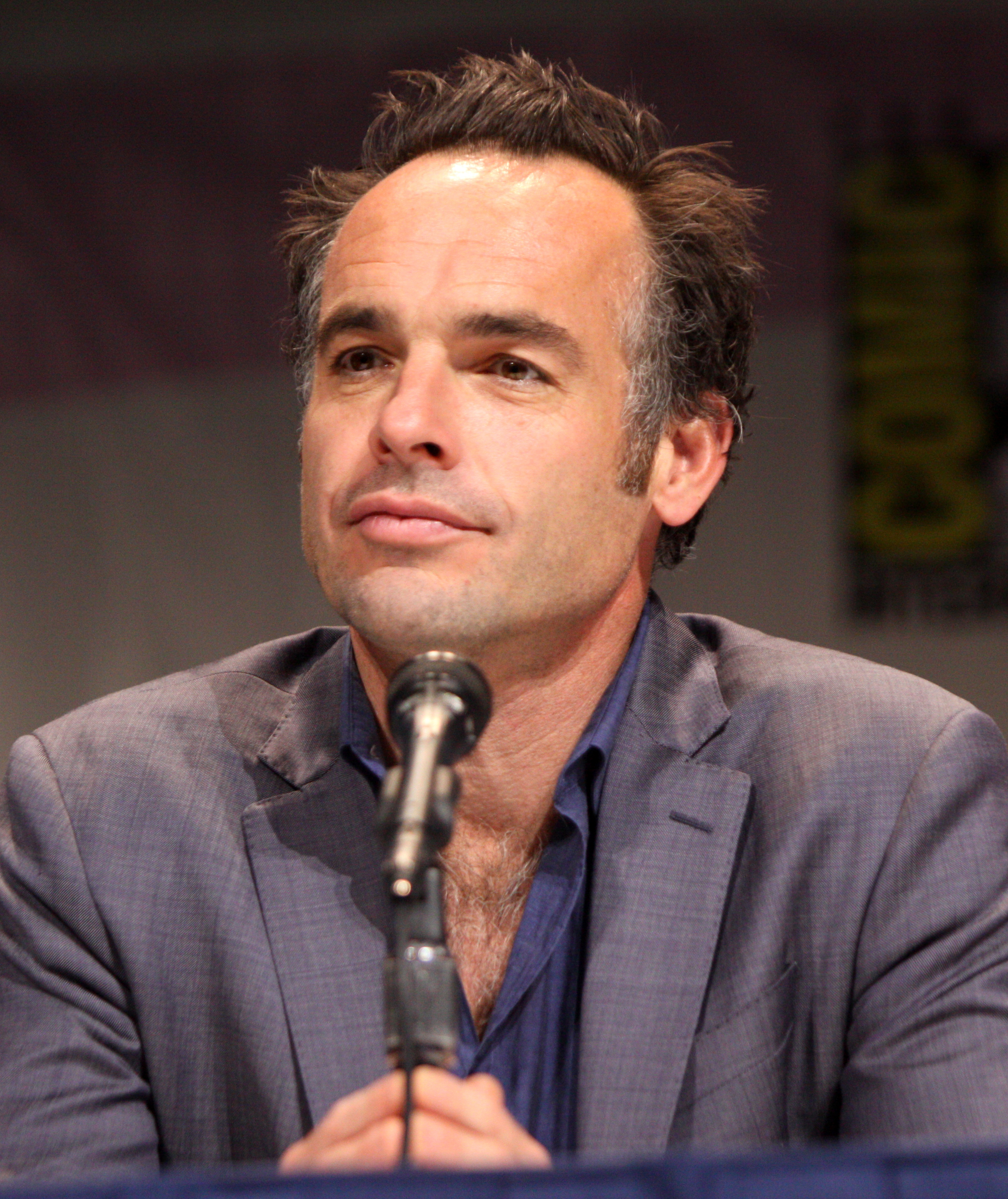
Paul Blackthorne, 2013

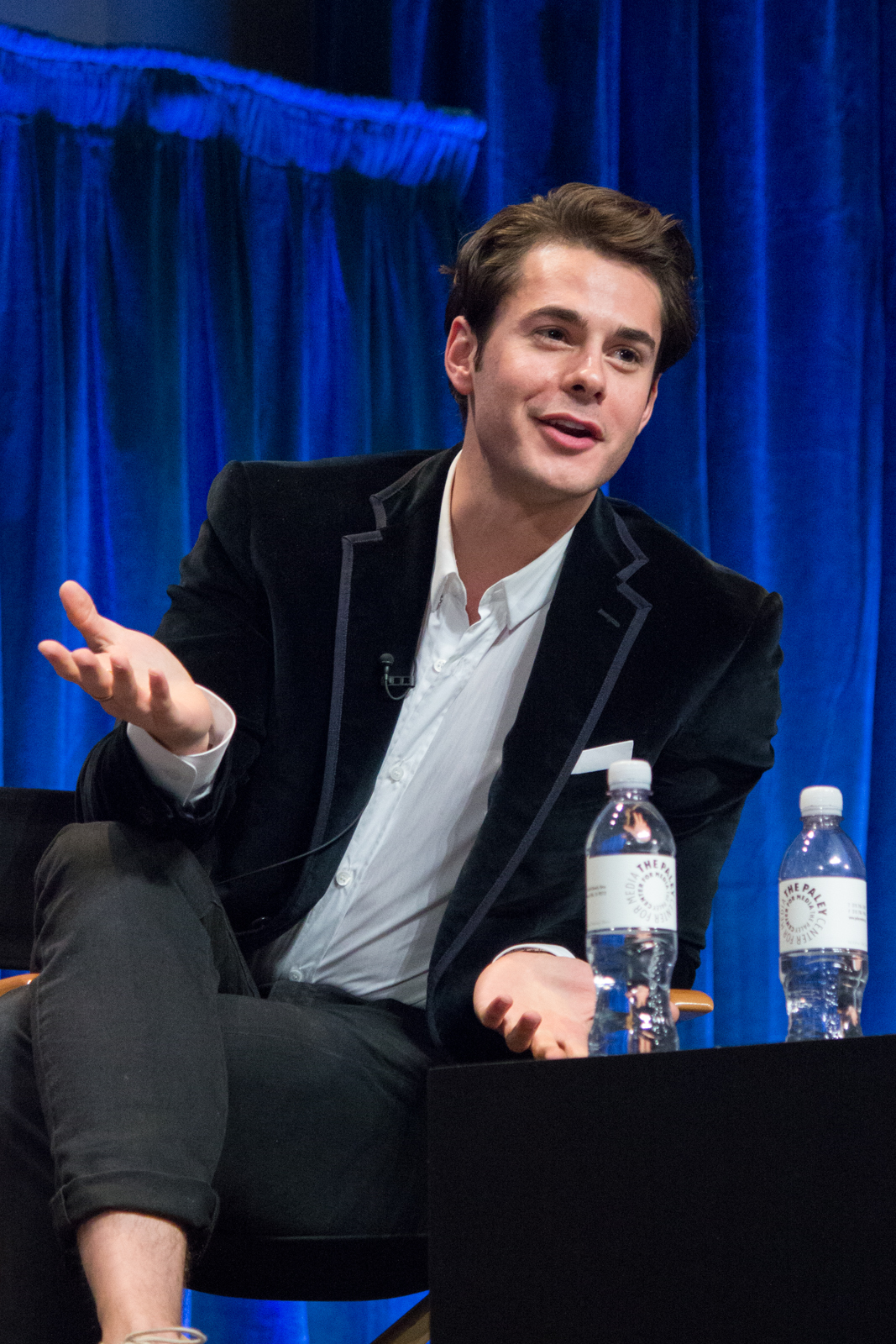
Jayson Blair, 2013

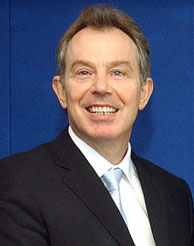
Tony Blair

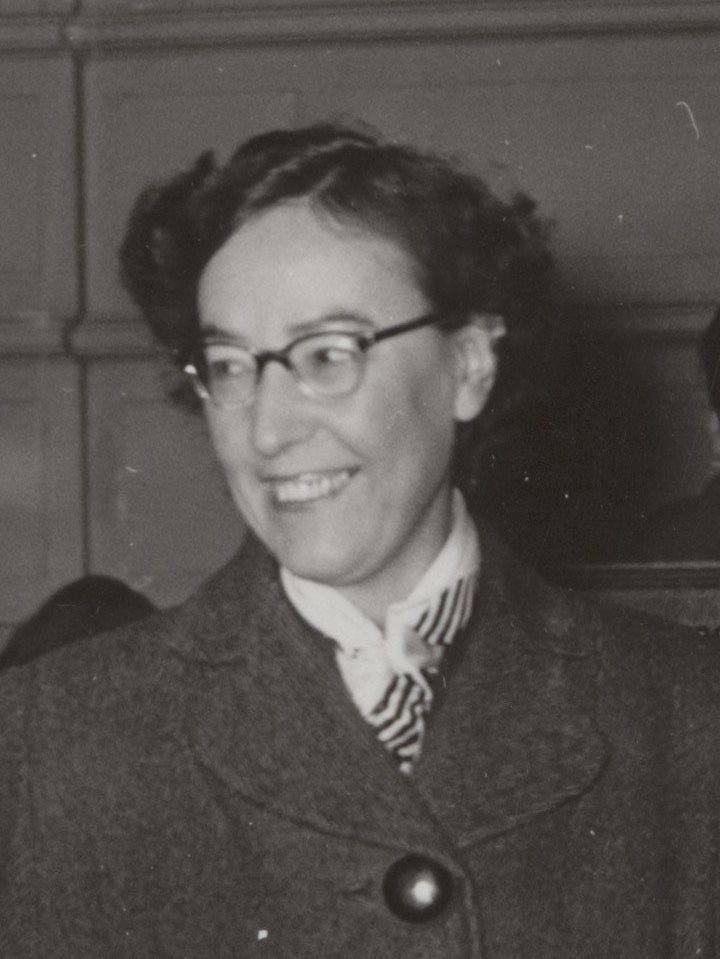
Anna Blaman

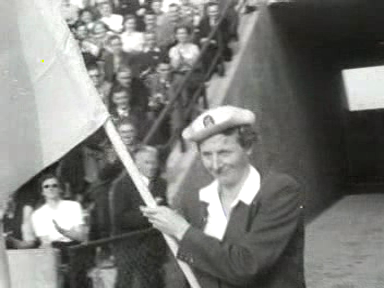
Fanny Blankers-Koen

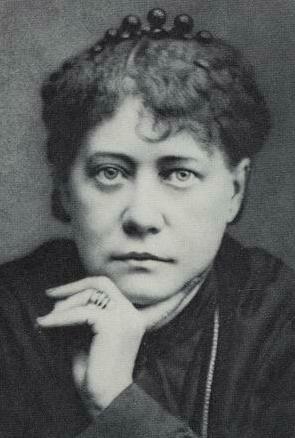
Helena Blavatsky

- Gerrit van Blaaderen (1873-1935), Nederlands kunstschilder en tekenaar
- Chantal Blaak (1989), Nederlands wielrenster
- Jan Blaaser (1922-1988), Nederlands acteur en cabaretier
- Adriaan Blaauboer (1906-1961), Nederlands ambtenaar en landdrost
- Adriaan Blaauw (1914-2010), Nederlands astronoom
- Alexandra Blaauw (1962), Nederlands actrice
- Gerrit Blaauw (1924), Nederlands natuurkundige en informaticus
- Harry Blaauw (1923-1943), Nederlands zeeman
- Jan Blaauw (1928-2020), Nederlands politieman en publicist
- Alex Black (1989), Amerikaans acteur
- Cara Black (1979), Zimbabwaans tennisster
- Cilla Black (1943-2015), Brits zangeres en presentatrice
- Claude Black (1932-2013), Amerikaans jazzpianist
- Fischer Black (1938-1995), Amerikaans econoom
- Larry Black (1951-2006), Amerikaans atleet
- Lewis Black (1948), Amerikaans komiek, auteur, toneelschrijver, (stem)acteur en presentator
- Black Francis (1965), Amerikaans rockzanger en tekstschrijver (Charles Thompson IV)
- James Black (1962), Amerikaans acteur
- James Whyte Black (1924-2010), Schots farmacoloog en Nobelprijswinnaar
- Joseph Black (1728-1799), Schots natuur- en scheikundige
- Roger Black (1966), Brits atleet
- Timuel Black (1918-2021), Amerikaans historicus en mensenrechtenactivist
- Elizabeth Blackburn (1948), Amerikaans bioloog
- Andrea Blackett (1976), Barbadiaans atlete
- Patrick Blackett (1897-1974), Brits natuurkundige en Nobelprijswinnaar
- Harold Blackham (1903-2009), Brits humanist en schrijver
- Harry Blackstaffe (1868-1951), Brits roeier
- Shelby Blackstock (1990), Amerikaans autocoureur
- William Blackstone (1723-1780), Engels rechtsgeleerde
- Paul Blackthorne (1969), Brits acteur en fotograaf
- John Blackwood (1818-1879), Schots uitgever
- Michael Blackwood (1976), Jamaicaans atleet
- Ramiro Blacutt (1944-2024), Boliviaans voetballer en voetbalcoach
- Willem Blaeu (1571-1638), Nederlands cartograaf en globemaker
- John Blaha (1942),  Amerikaans ruimtevaarder
- Manolo Blahnik (1942), Spaans modeontwerper
- Alan Blaikley (1940-2022), Engels liedjesschrijver en producer
- Nel Blain (1922-1996), Amerikaans kunstenaar
- David Blaine (1974), Amerikaans goochelaar
- Isla Blair (1944), Brits actrice
- Jayson Blair (1976), Amerikaans journalist
- Jayson Blair (1984), Amerikaans acteur
- Linda Blair (1959), Amerikaans actrice
- Selma Blair (1972), Amerikaans actrice
- Tony Blair (1953), Brits politicus (o.a. premier) en diplomaat
- Amelia Rose Blaire, Amerikaans actrice
- Chris Blais (1981), Amerikaans motorcrosser
- Quentin Blake (1932), Brits tekenaar
- James Blake (1979), Amerikaans tennisspeler
- Robert Blake (1933-2023), Amerikaans acteur
- Timothy Blake, Amerikaans actrice, scenarioschrijfster, filmregisseuse en filmproducente
- William Blake (1757-1827), Brits schrijver, dichter, tekenaar, schilder en graveur
- Yohan Blake (1989), Jamaicaans atleet
- Sean Blakemore (1967), Amerikaans acteur
- Jolene Blalock (1975), Amerikaans actrice en fotomodel
- Anna Blaman (1905-1960), Nederlands schrijfster
- Susanna Blamire (1747-1794), Brits dichteres
- JB Blanc (1969), Frans-Brits stemacteur
- Jennifer Blanc (1974), Amerikaans actrice en televisieproducente
- Laurent Blanc (1965), Frans voetballer en voetbaltrainer
- Michel Blanc (1952-2024), Frans acteur, scenarioschrijver en filmregisseur
- Paul Blanca (1958-2021), Nederlands fotograaf
- Eugénie Blanchard (1896-2010), Frans oudste mens ter wereld
- Harry Blanchard (1929-1960), Amerikaans autocoureur
- Cate Blanchett (1969), Australisch actrice
- Sandrine Blancke (1978), Belgisch actrice
- Alberto Fernández Blanco (1955-1984), Spaans wielrenner
- Ana Blanco López (1961), Spaans journaliste en nieuwslezeres
- Carlos Ramos Blanco (1994), Spaans voetballer
- Cuauhtémoc Blanco (1973), Mexicaans voetballer
- David Blanco (1975), Spaans wielrenner
- Francisco Manuel Blanco (1778-1845), Spaans frater en botanicus
- Galo Blanco (1976), Spaans tennisser
- Hugo Blanco (1934-2023), Peruviaans politicus
- Isabel Blanco (1979), Noors-Spaans handbalster
- Jesús Blanco Villar (1962), Spaans wielrenner
- Kathleen Blanco (1942-2019), Amerikaans gouverneur
- Kepa Blanco González (1984), Spaans voetballer
- Lucio Blanco (1897-1922), Mexicaans politicus en militair
- Luis Carrero Blanco (1903-1973), Spaans admiraal en staatsman
- Maribel Blanco (1969), Spaans triatlete en duatlete
- Othón P. Blanco (1868-1959), Mexicaans militair
- Ramón Blanco (1833-1906), Spaans brigadier en koloniaal bestuurder
- Raúl González Blanco (1977), Spaans voetballer
- Rubén Blanco (1995), Spaans voetballer
- Salvador Jorge Blanco (1926-2010), Dominicaans politicus, advocaat en schrijver
- Santiago Blanco (1974), Spaans wielrenner
- John Harrington Bland (1968), Amerikaans acteur
- Peter Blangé (1964), Nederlands volleybalspeler en -trainer
- Fred Blankemeijer (1926-2010), Nederlands voetballer
- Piet den Blanken (1951-2022), Nederlands fotograaf en journalist
- Theo Blankenauw (1923), Nederlands wielrenner
- Horst Blankenburg (1947), Duits voetballer
- John Blankenstein (1949-2006), Nederlands voetbalscheidsrechter en homorechtenactivist
- Peter Blanker (1939), Nederlands zanger
- Anne Wil Blankers (1940), Nederlands actrice
- Jan Blankers (1904-1977), Nederlands atleet, atletiekcoach en sportjournalist
- Fanny Blankers-Koen (1918-2004), Nederlands atlete
- Gijsbertus Blankesteijn (1901-1989), Nederlands onderwijzer
- Herbert Blankesteijn (1958), Nederlands journalist
- Thomas Blaschek (1981), Duits atleet
- Alessandro Blasetti (1900-1987), Italiaans filmregisseur
- Joan Leonardsz Blasius (1639-1672), Nederlands schrijver en dichter
- Johann Heinrich Blasius (1809-1870), Duits bioloog
- Bruno Blašković (1998), Kroatisch zwemmer
- Johannes Blaskowitz (1883-1948), Duits generaal
- Mary Blathwayt (1879-1961), Britse feministe en suffragette
- Pavel Blatný (1968), Tsjechisch schaker
- Barbara Blatter (1970), Zwitsers mountainbikester
- Sepp Blatter (1936), Zwitsers sportbestuurder
- Rolf Blättler (1942-2024), Zwitsers voetballer en voetbaltrainer
- Marietta Blau (1894-1970), Oostenrijkse natuurkundige
- Michael Blaudzun (1973), Deens wielrenner
- Jean Blaute (1952), Belgisch gitarist, producer en televisiepersoonlijkheid
- Helena Blavatsky (1831-1891), Duits-Russisch-Amerikaans occultiste, publiciste en theosofe
- Ellen Blazer (1931-2013), Nederlands televisieredacteur en -regisseur
- Ante Blažević (1996), Kroatisch voetballer
- Miroslav Blažević (1935-2023), Bosnisch voetballer en voetbaltrainer

## Ble

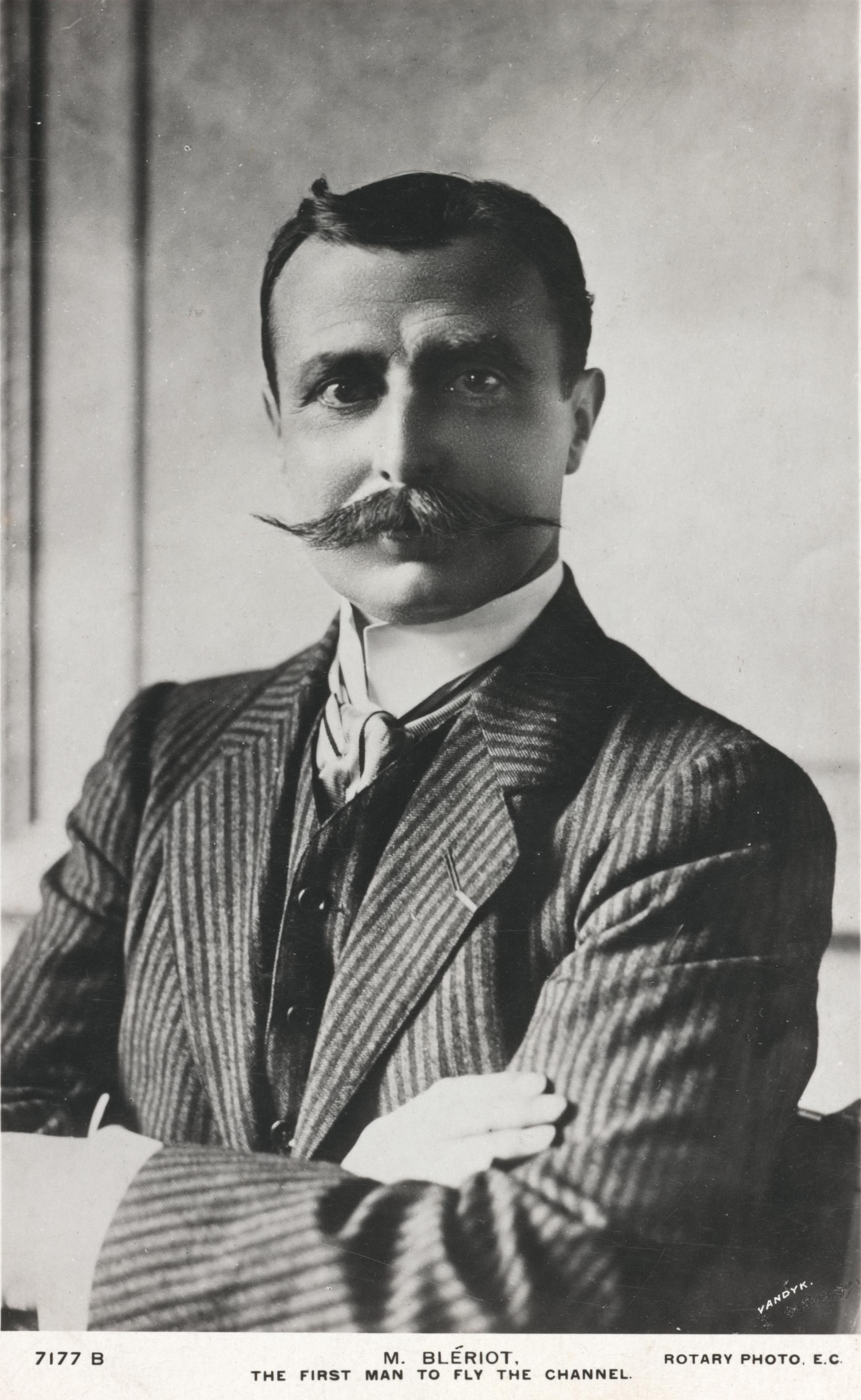
Louis Blériot

- Ian Bleasdale (1952), Brits acteur en televisiepresentator
- Neal Bledsoe (1981), Canadees acteur
- Tempestt Bledsoe (1973), Amerikaans actrice
- Jeroen Bleekemolen (1981), Nederlands autocoureur
- Michael Bleekemolen (1949), Nederlands autocoureur
- Piet Bleeker (1928-2018), Nederlands atleet
- Meijer Bleekrode (1896-1943), Nederlands graficus, politiek tekenaar, schilder en etser
- Albert Blees (1962), Nederlands schaker
- Hans Blees (1920-1994), Duits autocoureur
- Yasmine Bleeth (1968), Amerikaans actrice
- Otto Blehr (1847-1923), Noors politicus
- Carel Bleichrodt (1940), Nederlands rechter
- Edwin Bleichrodt (1968), Nederlands procureur-generaal
- Wim Bleijenberg (1930-2016), Nederlands voetballer
- Cor Blekemolen (1894-1972), Nederlands wielrenner
- Gerrit Bleker (1600-1656), Nederlands kunstschilder en etser
- Louis Blériot (1872-1936), Frans luchtvaartpionier
- Brian Blessed (1936), Brits acteur
- Eugen Bleuler (1857-1940), Zwitsers psychiater
- Ronnie Gene Blevins (1977), Amerikaans acteur, filmproducent en scenarioschrijver
- Carla Bley (1936-2023), Amerikaans jazzmuzikante, -componiste en bigbandleider

## Bli
- Bertrand Blier (1939-2025), Frans filmregisseur en scenarioschrijver
- Mary J. Blige (1971), Amerikaans zangeres
- Alex Blignaut (1932-2001), Zuid-Afrikaans autocoureur
- Iwan Blijd (1953), Surinaams judoka
- Roy Blijden (1944-2022), Nederlands honkballer
- Albert Jan Blijdenstein (1829-1896), Nederlands textielfabrikant en Eerste Kamerlid
- Lex van Blijenburgh (1877-1960), Nederlands schermer
- Jeroen Blijlevens (1971), Nederlands wielrenner
- Robyn Bliley, Amerikaans actrice, filmregisseuse en filmproducente
- Daley Blind (1990), Nederlands voetballer, zoon van Danny Blind
- Danny Blind (1961), Nederlands voetballer en voetbaltrainer
- Anja van den Blink (1927-2013), Nederlands rechter
- James Blish (1921-1975), Amerikaans schrijver
- Clemens van Blitterswijk, Nederlands celbioloog, histoloog en ondernemer
- Andries Blitz (1890-1942), Joods-Nederlands uitgever en Holocaustslachtoffer
- Karen Blixen (1885-1962), Deens schrijfster
- Hans von Blixen-Finecke jr. (1916-2005), Zweeds ruiter
- Hans von Blixen-Finecke sr. (1886-1917), Zweeds ruiter
- Jonas Blixt (1984), Zweeds golfer

## Blo

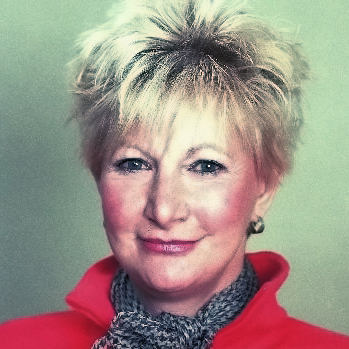
Adele Bloemendaal

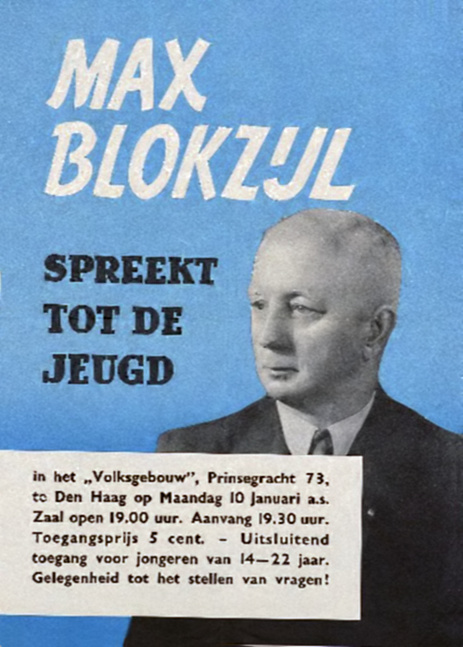
Max Blokzijl

- Günter Blobel (1936-2018), Duits-Amerikaans bioloog en Nobelprijswinnaar
- Felix Bloch (1905-1983), Zwitsers/Amerikaans natuurkundige en Nobelprijswinnaar
- Konrad Bloch (1912-2000), Duits-Amerikaans biochemicus en Nobelprijswinnaar
- Robert Bloch (1888-1984), Frans autocoureur
- Stefan Blöcher (1960), Duits hockeyer
- Oleh Blochin (1952), Oekraïens voetballer en voetbalcoach
- Adriaen Block (ca. 1567-1627), Nederlands ontdekkingsreiziger
- Adriaen Maertensz. Block (ca. 1582-1661), Nederlands ontdekkingsreiziger
- Agneta Block (1629-1704), Nederlands tekenaar, papierkunstenaar, kunstverzamelaar en botanicus
- Anton Leo de Block (1901-1986), Nederlands jurist
- Cinder Block (1961), Amerikaans zangeres en kunstenares (pseudoniem van Cindy Morgan)
- Dan Block (?), Amerikaanse muzikant, componist en arrangeur
- Frans Block (1902-1981), Belgisch syndicalist en politicus
- Herbert Block (1909-2001), Amerikaans redactioneel cartoonist
- Jacob Block (1598/1599-in of na 1646), Nederlands schilder, wiskundige en landmeter
- Jason Block (1989), Canadees zwemmer
- John Block (1929-1994), Nederlands luchtvaartpionier
- Ken Block (1967-2023), Amerikaans rallyrijder en ondernemer
- Lia Block (2006), Amerikaans rally- en autocoureur
- Rory Block (1949), Amerikaans gitariste en zangeres
- Ruben Block (1971), Belgisch zanger en gitarist
- Walter Block (1941), Amerikaans econoom
- Zjanna Block (1972), Oekraïens atlete
- Jan Blockx (1851-1912), Belgisch musicus en componist
- Katharine Burr Blodgett (1898-1979), Amerikaans natuur- en scheikundige
- Abraham Bloemaert (1564-1651), Nederlands kunstschilder
- Nico Bloembergen (1920-2017), Amerikaans-Nederlands natuurkundige en Nobelprijswinnaar
- Karin Bloemen (1960), Nederlands cabaretière en zangeres
- Ad Bloemendaal (1948-2014), Nederlands journalist
- Adèle Bloemendaal (1933-2017), Nederlands actrice, cabaretière en zangeres
- Mark Bloemendaal (1988), Nederlands voetballer
- Gerrit Bloemink (1947), Nederlands voetbalvoorzitter
- Glenn de Blois (1995), Nederlands snowboarder
- Anneke Blok (1960), Nederlands actrice
- Anton Blok (1919-2007), Nederlands atleet
- Anton Blok (1935), Nederlands antropoloog
- Dieuwertje Blok (1957-2025), Nederlands tv-presentatrice
- Ger Blok (1939-2016), Nederlands voetbalcoach
- Hetty Blok (1920-2012), Nederlands actrice, cabaretière, regisseuse en zangeres
- Manja Blok (1964), Nederlands piloot
- Nico Blok (1981), Nederlands paralympisch sporter
- Peter Blok (1973), Nederlands jurist
- Petrus Johannes Blok (1855-1929), Nederlands historicus
- Stef Blok (1964), Nederlands politicus
- Ton Blok (1944-2021), Nederlands atleet en pikeur
- Jaap Blokker (1942-2011), Nederlands ondernemer
- Jan Blokker (1927-2010), Nederlands journalist, columnist, schrijver, publicist en historicus
- Niels Blokker (1958), Nederlands jurist
- Hans Blokland (1943), Nederlands ambtenaar en politicus
- Hans Blokland (1960), Nederlands politicoloog
- Johannes Beelaerts van Blokland (1877-1960), Nederlands politicus
- Max Blokzijl (1884-1946), Nederlands zanger, journalist en collaborateur
- Rob Blokzijl (1943-2015), Nederlands natuurkundige en informaticus
- Adrianus Blom (1831-1856), Nederlands crimineel
- Alice Blom (1980), Nederlands volleybalster
- Anthony Blom (1744-1807), Nederlands landbouwkundige
- Arnoud Blom (1945-2010), Nederlands honkballer
- Birthe Blom (1982), Nederlands violiste
- Boris Blom (1935), Nederlands regisseur, impresario, acteur en zanger
- Chris Blom (1963), Belgisch dirigent en hoboïst
- Esther Blom (1948), Nederlands dichteres
- François Willem Cornelis Blom (1809-1877), Nederlands handelaar en politicus
- Gerrit Blom (1937), Nederlands ambtenaar en bestuurder
- Hans Blom (1943), Nederlands historicus en hoogleraar
- Hans Blom (1947), Nederlands filosoof
- Jaap Blom (1898-1966), Nederlands politicus en vakbondsleider
- Jacqueline Blom (1961), Nederlands actrice
- Jan Gelinde van Blom (1796-1861), Nederlands dichter en schrijver
- Jasper Blom (1965), Nederlands jazzmusicus
- Kevin Blom (1974), Nederlands voetbalscheidsrechter
- Luuk Blom (1957), Nederlands politicus en sportjournalist
- Nico Blom (1899-1972), Nederlands politicus
- Nico Blom (1964), Nederlands organist, componist en koordirigent
- Onno Blom (1969), Nederlands schrijver en journalist
- Otto Blom (1887-1972), Nederlands tennisser
- Peter Blom (1956), Nederlands bankdirecteur
- Peter Blom (1982), Nederlands voetballer
- Philippus van Blom (1824-1910), Nederlands rechter en politicus
- Piet Blom (1934-1999), Nederlands architect
- Rens Blom (1977), Nederlands atleet
- Ronald Blom (1948), Nederlands topfunctionaris
- Tom Blom (1946-2017), Nederlands diskjockey en presentator
- Sigrid Blomberg (1863-1941), Zweeds beeldhouwster
- Marie Blommaart (1921), Nederlands verzetsstrijdster
- Aloïs Blommaert (1912-1958), Belgisch auteur
- Jacob Blommaert (?-1572), Zuid-Nederlands tapijtwever, handelaar en geus
- Jan Blommaert (1961), Belgisch taalkundige en hoogleraar
- Mariska Blommaert (1980), Belgisch presentatrice en actrice
- Samuel Blommaert (1583-1651), (Zuid-)Nederlands koopman en bewindhebber van de Westindische Compagnie
- Philip Blommaert (1809-1871), Belgisch schrijver, dichter, historicus en Vlaams activist
- Robert Blommaert (1941-2013), Belgisch auteur
- Stefan Blommaert (1958), Belgisch journalist en presentator
- Susan Blommaert (1947), Amerikaans actrice
- Jacques de Blommaert de Soye (1767-1851)), Zuid-Nederlands edelman
- Bjorn Blommerde (1987), Nederlands atleet
- Bernard Blommers (1845-1914), Nederlands kunstschilder
- Raisa Blommestijn (1994), Nederlands juriste en filosofe
- Stig Blomqvist (1946), Zweeds rallycoureur
- Tom Blomqvist (1993), Brits-Zweeds autocoureur
- Herbert Blomstedt (1927), Zweeds dirigent
- Maria Blondeel (1963), Belgisch beeldend kunstenaar
- Veerle Blondeel (1975), Belgisch atlete
- Wim Blondeel (1973), Belgisch atleet
- Alfred Blondel (1926-2023), Belgisch beeldhouwer
- André Blondel (1863-1938), Frans technicus en natuurkundige
- Jonathan Blondel (1984), Belgisch voetballer
- Ljoedmyla Blonska (1977), Oekraïens atlete
- Dominique Bloodworth (1995), Nederlands voetbalster
- Claire Bloom (1931), Amerikaans actrice
- Jeremy Bloom (1982), Amerikaans freestyleskiër, Americanfootballspeler en model
- Luka Bloom (1955), Iers zanger en tekstschrijver (Barry Moore)
- Orlando Bloom (1977), Brits acteur
- Phil Bloom (1945), Nederlands kunstenares en model
- Michael Bloomfield (1959), Amerikaans ruimtevaarder
- Carel Blotkamp (1945), Nederlands kunstenaar en hoogleraar
- Laurie Blouin (1996), Canadees snowboardster
- John Blow (1649-1708), Brits componist
- Hendrika Blokland-Pater, (1894-1945), Nederlands verzetslid

## Blu

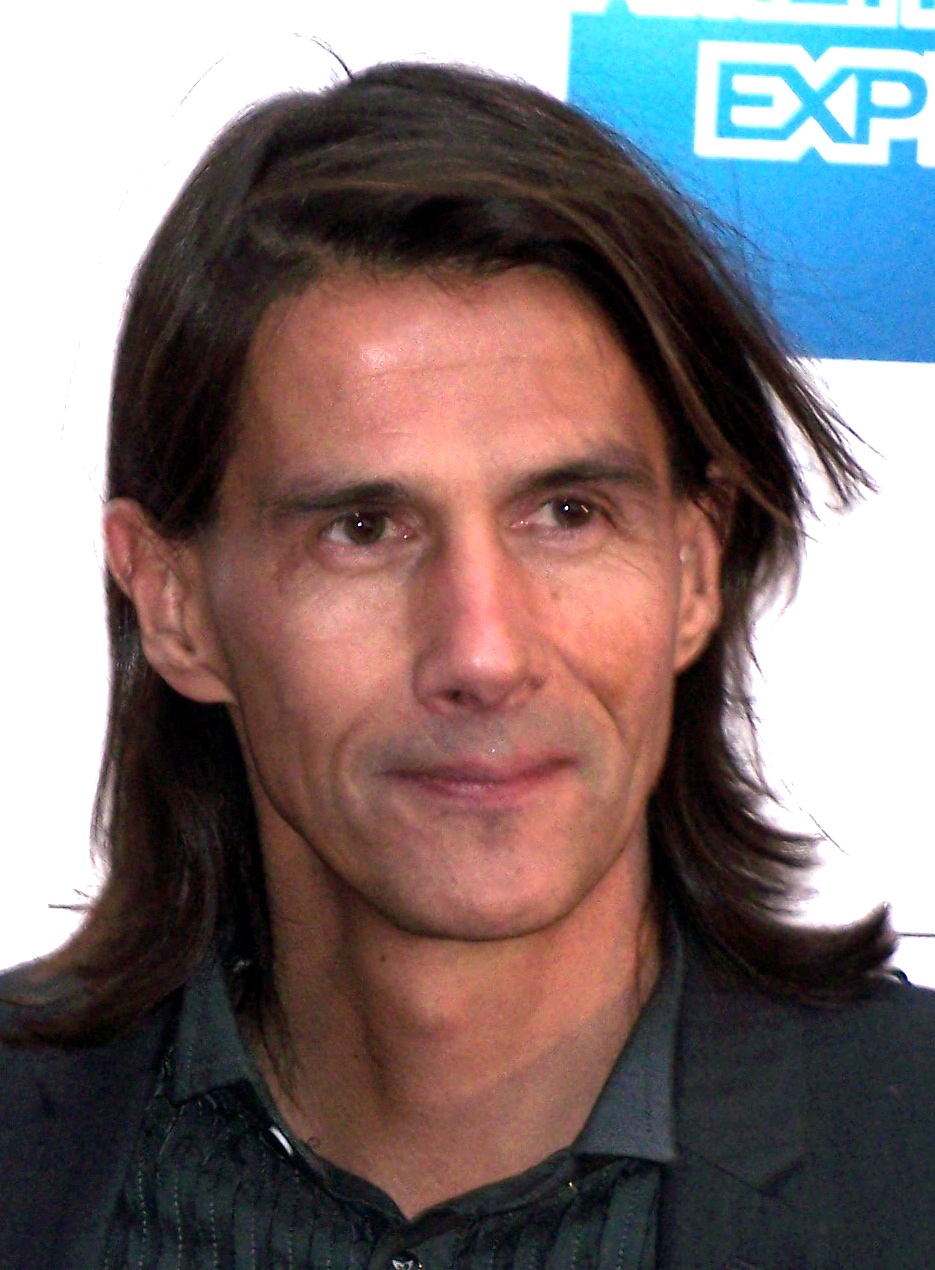
Lothaire Bluteau

- Marc Blucas (1972), Amerikaans acteur
- David Blue (1982), Amerikaans acteur en filmproducent
- Guion Bluford (1942), Amerikaans ruimtevaarder
- Hans-Bernd Blum (1928-2024), Duits schlagerzanger,
- Léon Blum (1872-1950), Frans politicus
- Mark Blum (1950), Amerikaans acteur en filmproducent
- Peter Josef Blum (1808-1884), Duits bisschop
- Baruch Samuel Blumberg (1925-2011), Amerikaans medicus, winnaar Nobelprijs voor de Fysiologie of Geneeskunde (1976)
- Carl Ludwig Blume (1796-1862), Duits-Nederlands botanicus en hoogleraar
- Hans Blume (1887-1978), Nederlands voetballer
- Isabelle Blume (1892-1975), Belgisch politica
- Jean Blume (1915-1988), Belgisch journalist, redacteur, auteur en politicus
- Pernille Blume (1994), Deens zwemster
- Peter Blume (1906-1992), Amerikaans kunstschilder
- Alan Blumenfeld, Amerikaans acteur
- August Blumensaat (1911-1989), Duits atleet
- Jon Bluming (1933-2018), Nederlands vechtsporter
- Alan Blumlein (1903-1942), Engels ingenieur en uitvinder
- Aaron Blunck (1996), Amerikaans freestyleskiër
- Mark Blundell (1966), Brits autocoureur
- Emily Blunt (1983), Engels actrice
- Pieter Blussé van Oud-Alblas (1812-1887), Nederlands politicus
- Lothaire Bluteau (1957), Canadees acteur
- Johannes Bluyssen (1926-2013), Nederlands bisschop

## Bly
- Ann Blyth (1928), Amerikaans actrice